# Peripsychoda castanea
Peripsychoda castanea är en tvåvingeart som först beskrevs av Quate 1967.  Peripsychoda castanea ingår i släktet Peripsychoda och familjen fjärilsmyggor. Inga underarter finns listade i Catalogue of Life.